# Mesebolygó
A Mesebolygó a Mézga Aladár különös kalandjai című magyar rajzfilmsorozat második epizódja része, a sorozat epizódjaként a Mézga család tizenötödik része.

## Cselekmény
Aladár és Kriszta folyton marják egymást. Géza megbünteti Aladárt, aki ennek ellenére is űrutazásra indul, ezúttal már Blökivel. A tévében bejelentik, hogy csillagászok egy új bolygót fedeztek el, így arra veszi az irányt. Az égitesten minden édességből van, Aladár pedig egy apró tündért fog a kezével. Egy mézeskalácsházhoz érnek, ahol vizet szeretnének kapni, de a kútban csak tömény málnaszörp van. A kunyhó tulajdonosa, egy öregasszony, Jancsinak és Juliskának hívja őket, és meg akarja sütni őket, épp mint a mesében. Sikeresen megmenekülnek, ezután találkoznak az igazi Jancsival és Juliskával, majd megmentenek egy királylányt a sárkánytól, akit elrabol egy óriás. Megmentésére megérkezik egy királyfi a lován, a beszélő paripa pedig visszaviszi őket az űrhajóhoz. Ott várja őket egy törpe, aki hálából, amiért Aladár elengedte a tündért, teljesíti egy kívánságát. Ő azt kéri, oldja meg a büntetőfeladatot helyette – amit meg is tesz, csakhogy ahelyett, hogy hetvenhétszer egymás alá írná a szöveget, egymásra írja azokat.

## Alkotók
- Rendezte: Jankovics Marcell, Nepp József
- Írta: Nepp József, Romhányi József
- Dramaturg: Komlós Klári
- Zenéjét szerezte: Deák Tamás
- Operatőr: Bacsó Zoltán
- Hangmérnök: Bársony Péter
- Vágó: Hap Magda
- Lektor: Lehel Judit
- Háttér: Kaim Miklós, Magyarkúti Béla
- Rajzolták: Bánki Katalin, Bélay Tibor, ifj. Nagy Pál, Jankovics Marcell, Kálmán Katalin, Kovács István, Kreitz Károlyné, Lőcsey Vilmosné, Lőte Attiláné, Szalay Edit, Szemenyei Mária
- Munkatársak: Gyöpös Katalin, Kanics Gabriella, Kassai Klári, Németh Kálmánné, Paál Jánosné, Zsebényi Béla
- Színes technika: Dobrányi Géza
- Gyártásvezető: Szigeti Ágnes
- Produkciós vezető: Gyöpös Sándor, Kunz Román

Készítette a Magyar Televízió megbízázásól a Pannónia Filmstúdió

## Szereplők
- Mézga Aladár: Némethy Attila
- Blöki: Szabó Ottó
- Mézga Géza: Harkányi Endre
- Mézgáné Rezovits Paula: Győri Ilona
- Mézga Kriszta: Földessy Margit
- TV-bemondó: Egressy István
- Vasorrú bába: Pártos Erzsi
- Jancsi: Geszti Péter
- Juliska: Kovács Klára
- Szőke királylány: Pálos Zsuzsa
- Szőke királyfi: Tordy Géza
- Ló: Alfonzó
- Törpe varázsló: Képessy József